# Batilly, Meurthe-et-Moselle
Batilly är en kommun i departementet Meurthe-et-Moselle i regionen Grand Est (tidigare regionen Lorraine) i nordöstra Frankrike. Kommunen ligger i kantonen Homécourt som tillhör arrondissementet Briey. År 2022 hade Batilly 1 315 invånare.

## Befolkningsutveckling
Antalet invånare i kommunen Batilly
| Referens: INSEE |